# Ken Muramatsu
Pour les articles homonymes, voir Muramatsu.
Ken Muramatsu (健 村松, Muramatsu Ken) est un pianiste et compositeur japonais né le 9 mai 1962 à Tokyo.

## Discographie
- 1983 : Still Life Donuts
- 1984 : BLUE
- 1984 : Kisetsu to nanatsu no monogatari ～piano to yuruyakana jikan～
- 1985 : Midori no omoi
- 1986 : Natsu no pocket ni
- 1986 : Winter・music-shirogane wa maneku-
- 1987 : Calendar～butou hatake no tsukuri
- 1988 : Oishii ocha no irekata
- 1989 : Field・song
- 1989 : Kodomo no jikan
- 1990 : Natsuyasumi no shukudai
- 1991 : SWIMMIN'
- 1992 : Sasayaku you ni, inoru you ni
- 1993 : Hoshi・tsuki・piano
- 1994 : Yume no tobira-bells of my heart-
- 1995 : Umi no naka no piano (le piano sous l'ocean)
- 1995 : yukisai-yuki mo yoi-
- 1996 : Hikari no haru
- 1997 : Umarekawaru 9 tsu no houhou
- 1999 : Otendousama no yuutoori
- 2000 : Ichiban utsukushii mono (la plus belle chose)
- 2000 : KEN PLAYS KEN~haru no no wo iku
- 2000 : Setsunai nara sora wo goran
- 2001 : PURE LOVE
- 2003 : Kaze no tabibito (les voyageurs du vent)
- 2003 : LOVE COLLECTION
- 2004 : Brisa Saudosa" natsukashii minamikaze to
- 2005 : 88+3
- 2007 : Organic・style  Muramatsu Ken mori to umi no aida
- 2007 : Sound sketchbook (Sketchook OST)
- 2009 : Kurenai original sountrack
- 2009 : Umi monogatari original soundtrack
- 2009 : My Spiritual Home
- 2011 : GOLDEN☆BEST Muramatsu Ken～FUSION TRACKs
- 2012 : Natsuyuki Rendezvous original sountrack
- 2012 : Japanese Piano